# Ли Бён Чхоль
Ли Бён Чхоль (кор. 이병철; 12 февраля 1910 — 19 ноября 1987) — основатель «Samsung Group» и один из самых успешных бизнесменов Республики Корея. Его псевдоним — Хоам (кор. 호암). После распада «Hyundai» крупнейшей бизнес-группой в Корее является «Samsung».

## Биография
Изначально Ли Бён Чхоль не был слишком успешным бизнесменом. 1 марта 1938 года он основал компанию, названную Samsung Trading Co. — это была предшественница Samsung. Название Samsung означало «три звезды», они были изображены на первоначальном корпоративном логотипе.
Компания Samsung появилась Сеуле в 1947. Она была одной из десяти крупнейших торговых компаний к началу Корейской войны 1950 года. После завоевания Сеула северокорейской армией Ли был вынужден перенести свой бизнес в Пусан. Массовый приток американских войск и оборудования в течение следующего года оказало благотворное влияние на бизнес Ли.
В 1961 году, когда Пак Чон Хи захватил власть, Ли Бён Чхоль был в Японии. Некоторое время он провел вне Корейской республики. В конце концов, соглашение было достигнуто и Ли Бён Чхоль вернулся, но Samsung отказался от контроля над ранее приобретенными банками и был вынужден следовать экономическим директивам от правительства.
В 1953 году Ли основал компанию Cheiljedang (в настоящее время CJ Cheiljedang), ставшую впоследствии очень успешной. Использовав доходы Cheiljedang, Ли Бён Чхоль открыл множество других компаний, изготавливающих и продающих товары на мировом рынке. Компании производят текстиль (Cheil Wool Textile Co.), автомобили, бытовую электронику, предлагают услуги страхования, занимаются розничной торговлей (универмаги «Синсеге»).
Ли занял пост председателя Федерации корейской промышленности и был известен как самый богатый человек в Корее.
После смерти поместье Ли «Хоам» было открыто для публики и проведения экскурсий. Коллекция корейского искусства, принадлежащая бизнесмену, считается одной из крупнейших и богатейших частных коллекций в стране, ряд предметов в ней признаны государством «национальными сокровищами». «Хоам» находится недалеко от парка развлечений Everland, самого популярного в Республике Корея и принадлежащего Samsung Group.

## Память
В 1990 году, в честь своего отца, Ли Гон Хи учредил премию Хоам. Ежегодно премия вручается в 7 категориях — «Физика и математика», «Химия и науки о жизни», «Инженерия», «Медицина», «Искусство», «Служение обществу» и «Специальная область». Каждому лауреату премии вручают золотую медаль, диплом лауреата и 300 000 000 корейских вон (примерно 220 000 долларов США на момент 2024 года).